# Vòng loại Giải vô địch bóng đá nữ châu Âu 2013 - Bảng 3
Vòng loại Giải vô địch bóng đá nữ châu Âu 2013 - Bảng 3 bao gồm sáu đội tuyển thi đấu.

## Xếp hạng
|  | Đội giành vé dự Giải vô địch bóng đá nữ châu Âu 2013 |
|  | Đội thi đấu vòng play-off                            |

| Đội         | Tr | T | H | B  | BT | BB | HS  | Đ  |
| ----------- | -- | - | - | -- | -- | -- | --- | -- |
| Na Uy       | 10 | 8 | 0 | 2  | 35 | 9  | +26 | 24 |
| Iceland     | 10 | 7 | 1 | 2  | 28 | 4  | +24 | 22 |
| Bỉ          | 10 | 6 | 2 | 2  | 18 | 8  | +10 | 20 |
| Bắc Ireland | 10 | 3 | 2 | 5  | 12 | 15 | −3  | 11 |
| Hungary     | 10 | 3 | 1 | 6  | 18 | 22 | −4  | 10 |
| Bulgaria    | 10 | 0 | 0 | 10 | 1  | 54 | −53 | 0  |

## Kết quả
Giờ thi đấu là UTC+2.
| Iceland                                                                         | 6 – 0    | Bulgaria |
| ------------------------------------------------------------------------------- | -------- | -------- |
| Viðarsdóttir 6', 36', 72' (ph.đ.), 90+2' · Gunnarsdóttir 12' · Magnúsdóttir 63' | Chi tiết |          |

| Bỉ                            | 2 – 1    | Hungary     |
| ----------------------------- | -------- | ----------- |
| Wullaert 43' · Demoustier 85' | Chi tiết | Jakabfi 81' |

| Iceland                                         | 3 – 1    | Na Uy         |
| ----------------------------------------------- | -------- | ------------- |
| Magnúsdóttir 8', 32' · Viðarsdóttir 15' (ph.đ.) | Chi tiết | Stensland 70' |

| Na Uy                                                                        | 6 – 0    | Hungary |
| ---------------------------------------------------------------------------- | -------- | ------- |
| Andersen 23' · Herlovsen 31', 62' · Lund 65' · Stensland 78' · Tofte Ims 89' | Chi tiết |         |

| Iceland | 0 – 0    | Bỉ |
| ------- | -------- | -- |
|         | Chi tiết |    |

| Hungary | 0 – 1    | Iceland         |
| ------- | -------- | --------------- |
|         | Chi tiết | Lárusdóttir 68' |

| Bulgaria | 0 – 1    | Bắc Ireland  |
| -------- | -------- | ------------ |
|          | Chi tiết | Stephens 10' |

| Bỉ | 0 – 1    | Na Uy    |
| -- | -------- | -------- |
|    | Chi tiết | Lund 66' |

| Bắc Ireland | 0 – 2    | Iceland                               |
| ----------- | -------- | ------------------------------------- |
|             | Chi tiết | Magnúsdóttir 39' · Brynjarsdóttir 41' |

| Bulgaria | 0 – 4    | Hungary                                |
| -------- | -------- | -------------------------------------- |
|          | Chi tiết | Vágó 24' (ph.đ.), 33' · Sipos 36', 71' |

| Bỉ                                            | 5 – 0    | Bulgaria |
| --------------------------------------------- | -------- | -------- |
| Zeler 5', 56' · Wiard 14', 43' · van Gils 70' | Chi tiết |          |

| Bắc Ireland                               | 3 – 1    | Na Uy         |
| ----------------------------------------- | -------- | ------------- |
| McGuinness 17' · Hutton 44' · Furness 74' | Chi tiết | Herlovsen 60' |

| Bulgaria | 0 – 1    | Bỉ             |
| -------- | -------- | -------------- |
|          | Chi tiết | Demoustier 13' |

| Hungary                          | 2 – 2    | Bắc Ireland             |
| -------------------------------- | -------- | ----------------------- |
| Hutton 76' (l.n.) · Tálosi 90+2' | Chi tiết | Nelson 32' · Hutton 71' |

| Bỉ                       | 2 – 2    | Bắc Ireland              |
| ------------------------ | -------- | ------------------------ |
| Zeler 44' · Wullaert 53' | Chi tiết | O'Hagan 51' · Nelson 83' |

| Bulgaria | 0 – 3    | Na Uy                             |
| -------- | -------- | --------------------------------- |
|          | Chi tiết | Tofte Ims 70' · Hansen 90', 90+4' |

| Hungary | 0 – 5    | Na Uy                                                         |
| ------- | -------- | ------------------------------------------------------------- |
|         | Chi tiết | Pedersen 8' · Tofte Ims 30' · Hansen 46', 64' · Stensland 60' |

| Bỉ           | 1 – 0    | Iceland |
| ------------ | -------- | ------- |
| Wullaert 66' | Chi tiết |         |

| Bắc Ireland | 0 – 1    | Hungary            |
| ----------- | -------- | ------------------ |
|             | Chi tiết | Vágó 90+4' (ph.đ.) |

| Bắc Ireland                                                  | 4 – 1    | Bulgaria        |
| ------------------------------------------------------------ | -------- | --------------- |
| Magill 3' · McGuinness 5' · Kireva 44' (l.n.) · Milligan 55' | Chi tiết | Gospodinova 34' |

| Na Uy                                                                                        | 11 – 0   | Bulgaria |
| -------------------------------------------------------------------------------------------- | -------- | -------- |
| Herlovsen 8', 12', 30', 43', 47' · Mjelde 22', 34' · Hansen 48' · Pedersen 78' · Knudsen 80' | Chi tiết |          |

| Iceland                                         | 3 – 0    | Hungary |
| ----------------------------------------------- | -------- | ------- |
| Viðarsdóttir 7' · Magnúsdóttir 42' · Jessen 86' | Chi tiết |         |

| Hungary         | 1 – 3    | Bỉ                                   |
| --------------- | -------- | ------------------------------------ |
| Dombai-Nagy 19' | Chi tiết | Mermans 13' · Cayman 65' · Wiard 77' |

| Na Uy                      | 2 – 0    | Bắc Ireland |
| -------------------------- | -------- | ----------- |
| Mykjåland 77' · Mjelde 86' | Chi tiết |             |

| Bulgaria | 0 – 10   | Iceland |
| -------- | -------- | --- |
|          | Chi tiết | Jónsdóttir 10', 80' · Gunnarsdóttir 29', 50' · Viðarsdóttir 36', 49' · Brynjarsdóttir 64' · Ómarsdóttir 67' · Bjarnadóttir 70' · Lárusdóttir 73' |

| Na Uy                                         | 3 – 2    | Bỉ                       |
| --------------------------------------------- | -------- | ------------------------ |
| Thorsnes 4' · Herlovsen 50' · Christensen 61' | Chi tiết | Wullaert 54' · Wiard 73' |

| Iceland                               | 2 – 0    | Bắc Ireland |
| ------------------------------------- | -------- | ----------- |
| Magnúsdóttir 37' · Friðriksdóttir 53' | Chi tiết |             |

| Hungary                                                                             | 9 – 0    | Bulgaria |
| ----------------------------------------------------------------------------------- | -------- | -------- |
| Vágó 12' (ph.đ.), 14', 52', 54' · Sipos 37' · Zágor 46' · Rácz 73', 74' · Pádár 76' | Chi tiết |          |

| Bắc Ireland | 0 – 2    | Bỉ                     |
| ----------- | -------- | ---------------------- |
|             | Chi tiết | Cayman 77' · Zeler 86' |

| Na Uy                     | 2 – 1    | Iceland          |
| ------------------------- | -------- | ---------------- |
| Mjelde 39' · Thorsnes 42' | Chi tiết | Viðarsdóttir 66' |

## Cầu thủ ghi bàn
9 bàn
- Margrét Lára Viðarsdóttir
- Isabell Herlovsen

7 bàn
- Fanny Vágó

6 bàn
- Hólmfríður Magnúsdóttir

4 bàn
| - Annaelle Wiard - Tessa Wullaert | - Aline Zeler - Hege Hansen | - Maren Mjelde |

3 bàn
| - Lilla Sipos - Sara Björk Gunnarsdóttir | - Gry Tofte Ims | - Ingvild Stensland |

2 bàn
| - Janice Cayman - Audrey Demoustier - Zsófia Rácz - Dagný Brynjarsdóttir | - Katrín Jónsdóttir - Dóra María Lárusdóttir - Ashley Hutton - Kirsty McGuinness | - Julie Nelson - Marita Skammelsrud Lund - Cecilie Pedersen - Elise Thorsnes |

1 bàn
| - Rachel Furness - Simone Magill - Caragh Milligan - Catherine O'Hagan - Jessica Stephens - Lien Mermans - Stéphanie van Gils - Valentina Gospodinova | - Zsanett Jakabfi - Anett Dombai-Nagy - Anita Pádár - Szabina Tálosi - Bernadett Zágor - Kristín Ýr Bjarnadóttir - Fanndís Friðriksdóttir | - Sandra Jessen - Katrín Ómarsdóttir - Solfrid Andersen - Marit Christensen - Caroline Graham Hansen - Mari Knudsen - Lene Mykjåland |

Phản lưới nhà
- Borislava Kireva (gặp Bắc Ireland)
- Ashley Hutton (gặp Hungary)